# Флоча, Николае
Николае Флоча (рум. Nicolae Flocea; 5 июня 1987, Остра) — румынский гребец-каноист, выступал за сборную Румынии в конце 2000-х годов. Участник летних Олимпийских игр в Пекине, бронзовый призёр чемпионата мира, чемпион Европы, победитель многих регат национального и международного значения.

## Биография
Николае Флоча родился 5 июня 1987 года в коммуне Остра, жудец Сучава.
Первого серьёзного успеха на взрослом международном уровне добился в 2007 году, когда попал в основной состав румынской национальной сборной и побывал на чемпионате Европы в испанской Понтеведре, откуда привёз награду бронзового достоинства, выигранную в зачёте четырёхместных каноэ на дистанции 1000 метров. Кроме того, в этом сезоне в полукилометровой гонке четвёрок получил бронзу на чемпионате мира в хорватском Загребе.
В 2008 году на европейском первенстве в Милане Флоча завоевал золотую награду в четвёрках на пятистах метрах и благодаря череде удачных выступлений удостоился права защищать честь страны на летних Олимпийских играх в Пекине. Вместе с напарником Чипрьяном Попой стартовал в двойках на дистанции 1000 метров, сумел дойти до финальной стадии турнира, однако в решающем заезде финишировал лишь четвёртым, немного не дотянув до призовых позиций. Вскоре по окончании этих соревнований принял решение завершить карьеру профессионального спортсмена, уступив место в сборной молодым румынским гребцам.